# Boursinidia atrimedia
Boursinidia atrimedia là một loài bướm đêm thuộc họ Noctuidae. Nó được tìm thấy ở Chile (Tierra del Fuego, Rio Mc Clelland, Chaiten, Punta Arenas và Ojo Bueno) và Argentina (Nahuel Huapi, San Martin de los Andes và Bariloche).
Sải cánh dài khoảng 42 mm. Con trưởng thành bay từ tháng 11 đến tháng 12.